# Mistrz z Alkmaaru
Mistrz z Alkmaaru (lub Mistrz roku 1504, Mistrz siedmiu uczynków miłosierdzia) – renesansowy artysta niderlandzki czynny w Alkmaarze na początku XVI wieku, prawdopodobnie w latach 1490-1510 lub 1475-1515. Identyfikowany był z Cornelisem Buysem Starszym czynnym w latach 1490-1524 w Alkmaarze lub z Pieterem Gerritszem z Haarlemu zmarłym w 1540 roku.

## Życie i działalność artystyczna
Jego przydomek wywodzi się od cyklu obrazów wykonanych w 1504 roku na zlecenie Bractwa Ducha Świętego przy kościele Sint Laurensker w Alkmaarze pt. Siedem uczynków miłosierdzia. Prace artysty wskazują na zależność od malarstwa haarlemskiego. Odznaczają się precyzją rysunku, intensywnością kolorytu i malowniczym, realistycznym przedstawianiu scen o charakterze ludowym.